# فريفران
الفُرَيْفِرَان أو اللنتانة رباعية الزوايا (الاسم العلمي: Lantana tetragona) هي نوع نباتي يتبع جنس اللانتانا من فصيلة اللويزية.